# Danh mục loài tuyệt chủng theo Sách đỏ IUCN
Sự tuyệt chủng là một phần tự nhiên trong lịch sử tiến hóa của hành tinh. 99% trong số bốn tỷ loài tiến hóa trên Trái đất hiện đã biến mất. Hầu hết các loài đã tuyệt chủng. Nhưng khi mọi người đặt câu hỏi có bao nhiêu loài đã tuyệt chủng, họ thường nói về số lượng loài tuyệt chủng trong lịch sử gần đây. Các loài đã tuyệt chủng với lý do chủ yếu là do áp lực của con người.
Sách đỏ của IUCN đã ước tính số lượng tuyệt chủng trong 5 thế kỷ qua.  Người ta ước tính rằng 900 loài đã tuyệt chủng kể từ năm 1500, trong đó có khoảng 85 động vật có vú; 159 con chim; 35 loài lưỡng cư; và 80 loài cá.

## Giới Động vật

### NgànhArthropoda

#### LớpArachnida

##### BộHolothyrida
- Họ Holothyridae
  - Dicrogonatus gardineri

##### BộOpiliones
- Họ Podoctidae
  - Centrobunus braueri

#### Phân ngànhCrustacea

##### BộAmphipoda
- Họ Crangonyctidae
  - Stygobromus lucifugus

##### BộCalanoida
- Họ Diaptomidae
  - Tropodiaptomus ctenopus

##### BộCyclopoida
- Họ Cyclopidae
  - Afrocyclops pauliani

##### BộDecapoda
- Họ Atyidae
  - Syncaris pasadenae

##### BộPodocopida
- Họ Candonidae
  - Namibcypris costata
- Họ Cyprididae
  - Liocypris grandis

#### LớpDiplopoda

##### BộSpirobolida
- Họ Pachybolidae
  - Eucarlia

#### LớpInsecta

##### BộColeoptera
- Họ Carabidae
  - Mecodema punctellum
- Họ Curculionidae
  - Dryophthorus distinguendus
  - Oedemasylus laysanensis
  - Pentarthrum blackburni
  - Rhyncogonus bryani
  - Trigonoscuta rossi
  - Trigonoscuta yorbalindae
- Họ Dytiscidae
  - Hygrotus artus
  - Megadytes ducalis
  - Rhantus novacaledoniae
  - Rhantus orbignyi
  - Rhantus papuanus
  - Perrin's cave beetle (Siettitia balsetensis)

##### BộDiptera
- Họ Dolichopodidae
  - Campsicnemus mirabilis
- Họ Drosophilidae
  - Drosophila lanaiensis
- Họ Tabanidae
  - Stonemyia volutina

##### BộEphemeroptera
- Họ Ephemeridae
  - Pentagenia robusta
- Họ Siphlonuridae
  - Acanthometropus pecatonica

##### BộHemiptera
- Họ Pseudococcidae
  - Clavicoccus erinaceus
  - Phyllococcus oahuensis

##### BộLepidoptera
- Họ Coleophoridae
  - Coleophora leucochrysella
- Họ Geometridae
  - Kona giant looper moth (Scotorythra megalophylla)
  - Scotorythra nesiotes
  - Tritocleis microphylla
- Họ Libytheidae
  - Libythea cinyras
- Họ Lycaenidae
  - Deloneura immaculata
  - Xerces blue (Glaucopsyche xerces)
  - Lepidochrysops hypopolia
- Họ Nepticulidae
  - American chestnut moth (Ectodemia castaneae)
  - Phleophagan chestnut moth (Ectodemia phleophaga)
- Họ Noctuidae
  - Poko noctuid moth (Agrotis crinigera)
  - Midway noctuid moth (Agrotis fasciata)
  - Kerr's noctuid moth (Agrotis kerri)
  - Laysan noctuid moth (Agrotis laysanensis)
  - Agrotis photophila
  - Procellaris grotis noctuid moth (Agrotis procellaris)
  - Confused moth (Helicoverpa confusa)
  - Minute noctuid moth (Helicoverpa minuta)
  - Laysan dropseed noctuid moth (Hypena laysanensis)
  - Hilo noctuid moth (Hypena newelli)
  - Lovegrass noctuid moth (Hypena plagiota)
  - Kaholuamano noctuid moth (Hypena senicula)
- Họ Pyralidae
  - Genophantis leahi
  - Oeobia sp. nov.
- Họ Tischeriidae
  - Chestnut clearwing moth (Tischeria perplexa)
- Họ Zygaenidae
  - Levuana moth (Levuana iridescens)

##### BộOdonata
- Họ Coenagrionidae
  - Megalagrion jugorum
- Họ Libellulidae
  - Sympetrum dilatatum

##### BộOrthoptera
- Họ Acrididae
  - Conozoa hyalina
- Họ Tettigoniidae
  - Neduba extincta

##### BộPhasmatodea
- Họ Diapheromeridae
  - Pseudobactricia ridleyi

##### BộPlecoptera
- Họ Chloroperlidae
  - Alloperla roberti

##### BộTrichoptera
- Họ Hydropsychidae
  - Tobias' caddisfly (Hydropsyche tobiasi)
- Họ Leptoceridae
  - Triaenodes phalacris
  - Triaenodes tridontus
- Họ Rhyacophilidae
  - Rhyacophila amabilis

### NgànhChordata

#### LớpActinopterygii

##### BộCypriniformes
- Họ Catostomidae
  - Snake River sucker (Chasmistes muriei)
  - Harelip sucker (Moxostoma lacerum)
- Họ Cyprinidae
  - Acanthobrama hulensis
  - Beyşehir bleak (Alburnus akili)
  - İznik shemaya (Alburnus nicaeensis)
  - Barbus microbarbis
  - Chondrostoma scodrense
  - Cyprinus yilongensis
  - Mexican dace (Evarra bustamantei)
  - Plateau chub (Evarra eigenmanni)
  - Endorheic chub (Evarra tlahuacensis)
  - Thicktail chub (Gila crassicauda)
  - Pahranagat spinedace (Lepidomeda altivelis)
  - Durango shiner (Notropis aulidion)
  - Phantom shiner (Notropis orca)
  - Salado shiner (Notropis saladonis)
  - Clear Lake splittail (Pogonichthys ciscoides)
  - Las Vegas dace (Rhinichthys deaconi)
  - Danube delta gudgeon (Romanogobio antipai)
  - Stumptooth minnow (Stypodon signifer)
  - Telestes ukliva

##### BộCyprinodontiformes
- Họ Cyprinodontidae
  - Aphanius splendens
  - Cyprinodon ceciliae
  - Cachorrito de la Trinidad (Cyprinodon inmemoriam)
  - Parras pupfish (Cyprinodon latifasciatus)
  - Perritos de sandia (Cyprinodon spp.)
  - Ash Meadows killifish (Empetrichthys merriami)
- Họ Poeciliidae
  - Aplocheilichthys sp. nov. 'Naivasha'
  - Amistad gambusia (Gambusia amistadensis)
  - San Marcos gambusia, mammel (Gambusia georgei)
  - Pantanodon madagascariensis
  - Graceful priapella (Priapella bonita)

##### BộGasterosteiformes
- Họ Gasterosteidae
  - Techirghiol stickleback (Gasterosteus crenobiontus)

##### BộPerciformes
- Họ Cichlidae
  - Ctenochromis pectoralis
  - Haplochromis arcanus
  - Haplochromis artaxerxes
  - Haplochromis bartoni
  - Haplochromis boops
  - Haplochromis cassius
  - Haplochromis decticostoma
  - Haplochromis dentex
  - Haplochromis estor
  - Haplochromis flavipinnis
  - Haplochromis gilberti
  - Haplochromis gowersi
  - Haplochromis longirostris
  - Haplochromis macrognathus
  - Haplochromis mandibularis
  - Haplochromis martini
  - Haplochromis michaeli
  - Haplochromis mylergates
  - Haplochromis nanoserranus
  - Haplochromis nigrescens
  - Haplochromis nyanzae
  - Haplochromis obtusidens
  - Haplochromis pachycephalus
  - Haplochromis paraguiarti
  - Haplochromis paraplagiostoma
  - Haplochromis percoides
  - Haplochromis pharyngomylus
  - Haplochromis prognathus
  - Haplochromis pseudopellegrini
  - Haplochromis teegelaari
  - Haplochromis thuragnathus
  - Ptychochromis onilahy
  - Ptychochromis sp. nov. 'Kotro'
  - Ptychochromoides itasy
  - Pyxichromis parorthostoma
  - Tristramella intermedia
  - Tristramella magdelainae
  - Xystichromis bayoni
- Họ Percidae
  - Maryland darter (Etheostoma sellare)

##### BộSalmoniformes
- Họ Retropinnidae
  - New Zealand grayling (Prototroctes oxyrhynchus)
- Họ Salmonidae
  - Longjaw cisco (Coregonus alpenae)
  - Coregonus bezola
  - Coregonus fera
  - Coregonus gutturosus
  - Gravenche (Coregonus hiemalis)
  - Deepwater cisco (Coregonus johannae)
  - Blackfin cisco (Coregonus nigripinnis)
  - Houting (Coregonus oxyrinchus)
  - Coregonus restrictus
  - Salmo pallaryi
  - Silver trout (Salvelinus agassizi)
  - Salvelinus neocomensis
  - Salvelinus profundus

##### BộScorpaeniformes
- Họ Cottidae
  - Utah Lake sculpin (Cottus echinatus)

##### BộSiluriformes
- Họ Trichomycteridae
  - Rhizosomichthys totae

#### LớpAmphibia

##### BộAnura
- Họ Bufonidae
  - Atelopus vogli
  - Golden toad (Incilius periglenes)
- Họ Dicroglossidae
  - Nannophrys guentheri
- Họ Hylidae
  - Phrynomedusa fimbriata
- Họ Myobatrachidae
  - Gastric-brooding frog (Rheobatrachus silus)
  - Gastric-brooding frog (Rheobatrachus vitellinus)
  - Mount Glorious day frog (Taudactylus diurnus)
- Họ Ranidae
  - Vegas Valley leopard frog (Lithobates fisheri)
- Họ Rhacophoridae
  - Philautus adspersus
  - Philautus dimbullae
  - Philautus eximius
  - Philautus extirpo
  - Philautus halyi
  - Philautus leucorhinus
  - Philautus maia
  - Philautus malcolmsmithi
  - Philautus nanus
  - Philautus nasutus
  - Philautus oxyrhynchus
  - Philautus pardus
  - Philautus rugatus
  - Philautus stellatus
  - Philautus temporalis
  - Philautus variabilis
  - Philautus zal
  - Philautus zimmeri

##### BộUrodela
- Họ Plethodontidae
  - Ainsworth's salamander (Plethodon ainsworthi)
- Họ Salamandridae
  - Yunnan lake newt (Cynops wolterstorffi)

#### LớpAves

##### BộAccipitriformes
- Họ Accipitridae
  - Bermuda hawk (Bermuteo avivorus)

##### BộAnseriformes
- Họ Anatidae
  - Réunion sheldgoose (Alopochen kervazoi)
  - Mauritius sheldgoose (Alopochen mauritianus)
  - Amsterdam wigeon (Anas marecula)
  - Mascarene teal (Anas theodori)
  - Labrador duck (Camptorhynchus labradorius)
  - Finsch's duck (Chenonetta finschi)
  - New Zealand merganser (Mergus australis)

##### BộBucerotiformes
- Họ Upupidae
  - Saint Helena hoopoe (Upupa antaios)

##### BộCaprimulgiformes
- Họ Trochilidae
  - Brace's emerald (Chlorostilbon bracei)
  - Gould's emerald (Chlorostilbon elegans)

##### BộCharadriiformes
- Họ Alcidae
  - Great auk (Pinguinus impennis)
- Họ Haematopodidae
  - Canary Islands oystercatcher (Haematopus meadewaldoi)
- Họ Scolopacidae
  - North Island snipe (Coenocorypha barrierensis)
  - South Island snipe (Coenocorypha iredalei)
  - Christmas sandpiper (Prosobonia cancellata)
  - Moorea sandpiper (Prosobonia ellisi)
  - Tahiti sandpiper (Prosobonia leucoptera)

##### BộColumbiformes
- Họ Columbidae
  - Mauritius blue pigeon (Alectroenas nitidissimus)
  - Rodrigues blue pigeon (Alectroenas payandeei)
  - Tanna ground dove (Alopecoenas ferruginea)
  - Thick-billed ground dove (Alopecoenas salamonis)
  - Spotted green pigeon (Caloenas maculata)
  - Ryukyu wood pigeon (Columba jouyi)
  - Mauritian wood pigeon (Columba thiriouxi)
  - Bonin wood pigeon (Columba versicolor)
  - Passenger pigeon (Ectopistes migratorius)
  - Choiseul pigeon (Microgoura meeki)
  - Mauritian turtle dove (Nesoenas cicur)
  - Réunion pink pigeon (Nesoenas duboisi)
  - Rodrigues pigeon (Nesoenas rodericanus)
  - Rodrigues solitaire (Pezophaps solitaria)
  - Red-moustached fruit dove (Ptilinopus mercierii)
  - Dodo (Raphus cucullatus)

##### BộCuculiformes
- Họ Cuculidae
  - Delalande's coua (Coua delalandei)
  - Saint Helena cuckoo (Nannococcyx psix)

##### BộFalconiformes
- Họ Falconidae
  - Guadalupe caracara (Caracara lutosa)
  - Réunion kestrel (Falco duboisi)

##### BộGalliformes
- Họ Phasianidae
  - New Zealand quail (Coturnix novaezelandiae)

##### BộGruiformes
- Họ Rallidae
  - Red rail (Aphanapteryx bonasia)
  - Saint Helena rail (Atlantisia podarces)
  - Chatham rail (Cabalus modestus)
  - Hawkins' rail (Diaphorapteryx hawkinsi)
  - Réunion rail (Dryolimnas augusti)
  - Rodrigues rail (Erythromachus leguati)
  - Mascarene coot (Fulica newtonii)
  - Tristan moorhen (Gallinula nesiotis)
  - Bar-winged rail (Nesoclopeus poeciloptera)
  - Dieffenbach's rail (Hypotaenidia dieffenbachii)
  - Tahiti rail (Hypotaenidia pacifica)
  - Wake Island rail (Hypotaenidia wakensis)
  - Ascension crake (Mundia elpenor)
  - Lord Howe swamphen (Porphyrio albus)
  - Réunion swamphen (Porphyrio coerulescens)
  - New Caledonian gallinule (Porphyrio kukwiedei)
  - North Island takahē (Porphyrio mantelli)
  - Marquesas swamphen (Porphyrio paepae)
  - Hodgens' waterhen (Tribonyx hodgenorum)
  - Saint Helena crake (Zapornia astrictocarpus)
  - Kosrae crake (Zapornia monasa)
  - Tahiti crake (Zapornia nigra)
  - Laysan rail (Zapornia palmeri)
  - Hawaiian rail (Zapornia sandwichensis)

##### BộPasseriformes
- Họ Acanthisittidae
  - Lyall's wren (Traversia lyalli)
  - Bushwren (Xenicus longipes)
- Họ Acanthizidae
  - Lord Howe gerygone (Gerygone insularis)
- Họ Acrocephalidae
  - Mangareva reed warbler (Acrocephalus astrolabii)
  - Nightingale reed warbler (Acrocephalus luscinius)
  - Garrett's reed warbler (Acrocephalus musae)
  - Aguiguan reed warbler (Acrocephalus nijoi)
  - Pagan reed warbler (Acrocephalus yamashinae)
- Họ Callaeatidae
  - Huia (Heteralocha acutirostris)
- Họ Fringillidae
  - Oahu 'akialoa (Akialoa ellisiana)
  - Maui Nui 'akialoa (Akialoa lanaiensis)
  - Lesser ʻakialoa (Akialoa obscura)
  - Kauaʻi ʻakialoa (Akialoa stejnegeri)
  - Bonin grosbeak (Carpodacus ferreorostris or Chaunoproctus ferreorostris)
  - Kona grosbeak (Chloridops kona)
  - ʻUla-ʻai-hawane (Ciridops anna)
  - Black mamo (Drepanis funerea)
  - Hawaii mamo (Drepanis pacifica)
  - Lāna'i hookbill (Dysmorodrepanis munroi)
  - Oahu 'akialoa (Hemignathus ellisianus)
  - Oʻahu nukupuʻu (Hemignathus lucidus)
  - Lesser ʻakialoa (Hemignathus obscurus)
  - Greater ʻamakihi (Hemignathus sagittirostris)
  - Laysan honeycreeper (Himatione fraithii)
  - Oʻahu ʻakepa (Loxops wolstenholmei)
  - Kākāwahie (Paroreomyza flammea)
  - Lesser koa finch (Rhodacanthis flaviceps)
  - Greater koa finch (Rhodacanthis palmeri)
  - Greater ʻamakihi (Viridonia sagittirostris)
- Họ Icteridae
  - Slender-billed grackle (Quiscalus palustris)
- Họ Locustellidae
  - Chatham fernbird (Poodytes rufescens)
- Họ Meliphagidae
  - Chatham bellbird (Anthornis melanocephala)
- Họ Mohoidae
  - Kioea (Chaetoptila angustipluma)
  - Oʻahu ʻōʻō (Moho apicalis)
  - Bishop's ʻōʻō (Moho bishopi)
  - Kauaʻi ʻōʻō (Moho braccatus)
  - Hawaiʻi ʻōʻō (Moho nobilis)
- Họ Monarchidae
  - Guam flycatcher (Myiagra freycineti)
  - Eiao monarch (Pomarea fluxa)
  - Nuku Hiva monarch (Pomarea nukuhivae)
  - Maupiti monarch (Pomarea pomarea)
- Họ Passerellidae
  - Bermuda towhee (Pipilo naufragus)
- Họ Ploceidae
  - Réunion fody (Foudia delloni)
- Họ Sturnidae
  - Kosrae starling (Aplonis corvina)
  - Tasman starling (Aplonis fusca)
  - Mauke starling (Aplonis mavornata)
  - Raiatea starling (Aplonis ulietensis)
  - Hoopoe starling (Fregilupus varius)
  - Rodrigues starling (Necropsar rodericanus)
- Họ Sylviidae
  - Chatham fernbird (Bowdleria rufescens)
  - Aldabra brush warbler (Nesillas aldabrana)
- Họ Turdidae
  - Kāmaʻo (Myadestes myadestinus)
  - ʻĀmaui (Myadestes woahensis)
  - Grand Cayman thrush (Turdus ravidus)
  - Bonin thrush (Zoothera terrestris)
- Họ Turnagridae
  - South Island piopio (Turnagra capensis)
  - North Island piopio (Turnagra tanagra)
- Họ Tyrannidae
  - San Cristóbal flycatcher (Pyrocephalus dubius)
- Họ Zosteropidae
  - Bridled white-eye (Zosterops conspicillatus)
  - Marianne white-eye (Zosterops semiflavus)
  - Robust white-eye (Zosterops strenuus)

##### BộPelecaniformes
- Họ Ardeidae
  - New Zealand bittern (Ixobrychus novaezelandiae)
  - Bermuda night heron (Nyctanassa carcinocatactes)
  - Réunion night heron (Nycticorax duboisi)
  - Mauritius night heron (Nycticorax mauritianus)
  - Rodrigues night heron (Nycticorax megacephalus)
- Họ Threskiornithidae
  - Réunion ibis (Threskiornis solitarius)

##### BộPiciformes
- Họ Picidae
  - Bermuda flicker (Colaptes oceanicus)

##### BộPodicipediformes
- Họ Podicipedidae
  - Colombian grebe (Podiceps andinus)
  - Atitlán grebe (Podilymbus gigas)
  - Alaotra grebe (Tachybaptus rufolavatus)

##### BộProcellariiformes
- Họ Procellariidae
  - Olson's petrel (Bulweria bifax)
  - Saint Helena petrel (Pterodroma rupinarum)

##### BộPsittaciformes
- Họ Nestoridae
  - Norfolk kaka (Nestor productus)
- Họ Psittacidae
  - Martinique amazon (Amazona martinicana)
  - Guadeloupe amazon (Amazona violacea)
  - Cuban macaw (Ara tricolor)
  - Carolina parakeet (Conuropsis carolinensis)
  - Society parakeet (Cyanoramphus ulietanus)
  - Black-fronted parakeet (Cyanoramphus zealandicus)
  - Oceanic eclectus parrot (Eclectus infectus)
  - Mascarene grey parakeet (Lophopsittacus bensoni)
  - Broad-billed parrot (Lophopsittacus mauritianus)
  - Mascarene parrot (Mascarinus mascarin)
  - Rodrigues parrot (Necropsittacus rodricanus)
  - Paradise parrot (Psephotellus pulcherrimus)
  - Guadeloupe parakeet (Psittacara labati)
  - Newton's parakeet (Psittacula exsul)
  - Seychelles parakeet (Psittacula wardi)

##### BộStrigiformes
- Họ Strigidae
  - Bermuda saw-whet owl (Aegolius gradyi)
  - Réunion scops owl (Mascarenotus grucheti)
  - Rodrigues scops owl (Mascarenotus murivorus)
  - Mauritius scops owl (Mascarenotus sauzieri)
  - Laughing owl (Sceloglaux albifacies)

##### BộStruthioniformes
- Họ Casuariidae
  - King Island emu (Dromaius novaehollandiae minor)
  - Kangaroo Island emu (Dromaius novaehollandiae baudinianus)
  - Tasmanian emu (Dromaius novaehollandiae diemenensis)

##### BộSuliformes
- Họ Phalacrocoracidae
  - Spectacled cormorant (Phalacrocorax perspicillatus)

#### Cephalaspidomorphi

##### BộPetromyzontiformes
- Họ Petromyzontidae
  - Eudontomyzon sp. nov. 'migratory'

#### LớpMammalia

##### BộCarnivora
- Họ Canidae
  - Falkland Islands wolf (Dusicyon australis)
  - Dusicyon avus
  - Japanese Wolf
  - Hokkaido Wolf
- Họ Felidae
  - Bali Tiger
  - Caspian Tiger
  - Java Tiger
- Họ Eupleridae
  - Cryptoprocta spelea
- Họ Mustelidae
  - Sea mink (Neogale macrodon)
- Họ Otariidae
  - Japanese sea lion (Zalophus japonicus)
- Họ Phocidae
  - Caribbean monk seal (Neomonachus tropicalis)
- Họ Ursidae
  - Atlas Bear

##### BộArtiodactyla
- Họ Bovidae
  - Aurochs (Bos primigenius)
  - Queen of Sheba's gazelle (Gazella bilkis)
  - Bluebuck (Hippotragus leucophaeus)
  - Carpathian wisent
  - Caucasian wisent
- Họ Cervidae
  - Schomburgk's deer (Rucervus schomburgki)
- Họ Equidae
  - Quagga
- Họ Hippopotamidae
  - Malagasy hippopotamus (Hippopotamus lemerlei)
  - Malagasy pygmy hippopotamus (Choeropsis madagascariensis)

##### BộChiroptera
- Họ Vespertilionidae
  - Christmas Island pipistrelle (Pipistrellus murrayi)
  - Lord Howe long-eared bat (Nyctophilus howensis)
  - Bonin Pipistrelle (Pipistrellus sturdeei)
- Họ Pteropodidae
  - Dusky flying fox (Pteropus forensic)
  - Large Palau flying fox (Pteropus pilosus)
  - Large Samoan flying fox (Pteropus coxi)
  - Small Mauritian flying fox (Pteropus subniger)
  - Guam flying fox (Pteropus tokudae)

##### BộDasyuromorphia
- Họ Thylacinidae
  - Thylacine (Thylacinus cynocephalus)

##### BộDidelphimorphia
- Họ Didelphidae
  - Red-bellied gracile opossum (Cryptonanus ignitus)

##### BộDiprotodontia
- Họ Macropodidae
  - Lake Mackay hare-wallaby (Lagorchestes asomatus)
  - Eastern hare-wallaby (Lagorchestes leporides)
  - Toolache wallaby (Macropus greyi)
  - Crescent nail-tail wallaby (Onychogalea lunata)
- Họ Potoroidae
  - Desert bettong (Bettongia anhydra)
  - Nullarbor dwarf bettong (Bettongia pusilla)
  - Desert rat-kangaroo (Caloprymnus campestris)
  - Broad-faced potoroo (Potorous platyops)

##### BộEulipotyphla
- Họ Nesophontidae
  - Puerto Rican nesophontes (Nesophontes edithae)
  - Atalaye nesophontes (Nesophontes hypomicrus)
  - Greater Cuban nesophontes (Nesophontes major)
  - Western Cuban nesophontes (Nesophontes micrus)
  - St. Michel nesophontes (Nesophontes paramicrus)
  - Haitian nesophontes (Nesophontes zamicrus)
- Họ Solenodontidae
  - Marcano's solenodon (Solenodon marcanoi)

##### BộLagomorpha
- Họ Prolagidae
  - Sardinian pika (Prolagus sardus)

##### BộPeramelemorphia
- Họ Chaeropodidae
  - Pig-footed bandicoot (Chaeropus ecaudatus)
- Họ Peramelidae
  - Desert bandicoot (Perameles eremiana)
- Họ Thylacomyidae
  - Lesser bilby (Macrotis leucura)

##### BộPrimates
- Họ Palaeopropithecidae
  - Palaeopropithecus ingens
- Họ Pitheciidae
  - Jamaican monkey (Xenothrix mcgregori)

##### BộRodentia
- Họ Capromyidae
  - Cuban coney (Geocapromys columbianus)
  - Little Swan Island hutia (Geocapromys thoracatus)
  - Imposter hutia (Hexolobodon phenax)
  - Montane hutia (Isolobodon montanus)
  - Puerto Rican hutia (Isolobodon portoricensis)
  - Samaná hutia (Plagiodontia ipnaeum)
- Họ Chinchillidae
  - Lagostomus crassus
- Họ Cricetidae
  - Candango mouse (Juscelinomys candango)
  - Martinique giant rice rat (Megalomys desmarestii)
  - Saint Lucia giant rice-rat (Megalomys luciae)
  - Galapagos giant rat (Megaoryzomys curioi)
  - Anthony's woodrat (Neotoma anthonyi)
  - Bunker's woodrat (Neotoma bunkeri)
  - San Martín Island woodrat (Neotoma martinensis)
  - Darwin's nesoryzomys (Nesoryzomys darwini)
  - Santa Cruz nesoryzomys (Nesoryzomys indefessus)
  - Vespucci's rodent (Noronhomys vespuccii)
  - St. Vincent colilargo (Oligoryzomys victus)
  - Jamaican rice rat (Oryzomys antillarum)
  - Oryzomys nelsoni
  - Pennatomys nivalis
  - Pemberton's deer mouse (Peromyscus pembertoni)
- Họ Echimyidae
  - Oriente cave rat (Boromys offella)
  - Torre's cave rat (Boromys torrei)
  - Hispaniolan edible rat (Brotomys voratus)
  - Insular cave rat (Heteropsomys insulans)
- Họ Muridae
  - White-footed rabbit-rat (Conilurus albipes)
  - Capricorn rabbit rat (Conilurus capricornensis)
  - Buhler's coryphomys (Coryphomys buehleri)
  - Lesser stick-nest rat (Leporillus apicalis)
  - Bramble Cay melomys (Melomys rubicola)
  - Short-tailed hopping mouse (Notomys amplus)
  - Long-tailed hopping mouse (Notomys longicaudatus)
  - Big-eared hopping mouse (Notomys macrotis)
  - Darling Downs hopping mouse (Notomys mordax)
  - Great hopping mouse (Notomys robustus)
  - Pseudomys auritus
  - Blue-gray mouse (Pseudomys glaucus)
  - Gould's mouse (Pseudomys gouldii)
  - Maclear's rat (Rattus macleari)
  - Bulldog rat (Rattus nativitatis)

##### BộSirenia
- Họ Dugongidae
  - Steller's sea cow (Hydrodamalis gigas)

#### LớpReptilia

##### BộSquamata
- Họ Bolyeridae
  - Round Island burrowing boa (Bolyeria multocarinata)
- Họ Cordylidae
  - Eastwood's long-tailed seps (Tetradactylus eastwoodae)
- Họ Dipsadidae
  - Underwood's mussurana (Clelia errabunda)
  - Barbados racer (Erythrolamprus perfuscus)
- Họ Gekkonidae
  - Delcourt's giant gecko (Hoplodactylus delcourti)
  - Rodrigues day gecko (Phelsuma edwardnewtoni)
  - Rodrigues giant day gecko (Phelsuma gigas)
- Họ Scincidae
  - Alinea luciae
  - Copeoglossum redondae
  - Mauritian giant skink (Leiolopisma mauritiana)
  - Cape Verde giant skink (Macroscincus coctei)
  - Tonga ground skink (Tachygyia microlepis)
- Họ Teiidae
  - Ameiva cineracea
  - Martinique giant ameiva (Ameiva major)
  - Contomastix charrua
- Họ Tropiduridae
  - Leiocephalus cuneus
  - Navassa curly-tailed lizard (Leiocephalus eremitus)
  - Martinique curly-tailed lizard (Leiocephalus herminieri)
- Họ Typhlopidae
  - Typhlops cariei

##### BộTestudines
- Họ Testudinidae
  - Pinta Island giant tortoise (Chelonoidis abingdonii)
  - Floreana Island giant tortoise (Chelonoidis nigra)
  - Réunion giant tortoise (Cylindraspis indica)
  - Saddle-backed Mauritius giant tortoise (Cylindraspis inepta)
  - Domed Rodrigues giant tortoise (Cylindraspis peltastes)
  - Domed Mauritius giant tortoise (Cylindraspis triserrata)
  - Saddle-backed Rodrigues giant tortoise (Cylindraspis vosmaeri)

### NgànhMollusca

#### LớpBivalvia

##### BộUnionida
- Họ Unionidae
  - Coosa elktoe (Alasmidonta mccordi)
  - Carolina elktoe (Alasmidonta robusta)
  - Ochlockonee arcmussel (Alasmidonta wrightiana)
  - Arc-form pearly mussel (Epioblasma arcaeformis)
  - Angled riffleshell (Epioblasma biemarginata)
  - Arcuate pearly mussel (Epioblasma flexuosa)
  - Epioblasma florentina florentina
  - Acorn pearly mussel (Epioblasma haysiana)
  - Narrow catspaw (Epioblasma lenior)
  - Forkshell (Epioblasma lewisii)
  - Fine-rayed pearly mussel (Epioblasma personata)
  - Nearby pearly mussel (Epioblasma propinqua)
  - Sampson's naiad (Epioblasma sampsonii)
  - Cumberland leafshell (Epioblasma stewardsonii)
  - Epioblasma torulosa gubernaculum
  - Epioblasma torulosa torulosa
  - Turgid riffle shell (Epioblasma turgidula)
  - Germainaia geayi
  - Lined pocketbook (Lampsilis binominata)
  - Leptodea fragilis (Medionidus mcglameriae)
  - Highnut (Pleurobema altum)
  - Hazel pigtoe (Pleurobema avellanum)
  - Scioto pigtoe (Pleurobema bournianum)
  - Yellow pigtoe (Pleurobema flavidulum)
  - Brown pigtoe (Pleurobema hagleri)
  - Georgia pigtoe (Pleurobema hanleyianum)
  - Alabama pigtoe (Pleurobema johannis)
  - Coosa pigtoe (Pleurobema murrayense)
  - Longnut (Pleurobema nucleopsis)
  - Dark pigtoe (Pleurobema rubellum)
  - Heavy pigtoe (Pleurobema taitianum)
  - Alabama clubshell (Pleurobema troschelianum)
  - True pigtoe (Pleurobema verum)
  - Unio cariei
  - Unio madagascariensis
  - Unio malgachensis

#### LớpGastropoda

##### Architaenioglossa
- Họ Cyclophoridae
  - Cyclophorus horridulum
  - Cyclosurus mariei
- Họ Diplommatinidae
  - Plectostoma sciaphilum
- Họ Neocyclotidae
  - Amphicyclotulus guadeloupensis
  - Incerticyclus cinereus
  - Incerticyclus martinicensis

##### Hygrophila
- Họ Physidae
  - Fish Lake physa (Physella microstriata)
- Họ Planorbidae
  - Shoal sprite (Amphigyra alabamensis)
  - Neoplanorbis carinatus
  - Neoplanorbis smithi
  - Neoplanorbis umbilicatus
  - Acorn ramshorn (Planorbella multivolvis)

##### Littorinimorpha
- Họ Hydrobiidae
  - Angrobia dulvertonensis
  - Beddomeia tumida
  - Belgrandiella intermedia
  - Bythinella intermedia
  - Cahaba pebblesnail (Clappia cahabensis)
  - Clappia umbilicata
  - Graecoanatolica macedonica
  - Littoridina gaudichaudii
  - Ohridohauffenia drimica
  - Posticobia norfolkensis
  - Corded purg (Pyrgulopsis nevadensis)
  - Pyrgulopsis olivacea
  - Reverse pebblesnail (Somatogyrus alcoviensis)
  - Ouachita pebblesnail (Somatogyrus amnicoloides)
  - Thick-lipped pebblesnail (Somatogyrus crassilabris)
  - Channeled pebblesnail (Somatogyrus wheeleri)
- Họ Littorinidae
  - Littoraria flammea
- Họ Pomatiidae
  - Tropidophora desmazuresi
  - Tropidophora semilineata

##### Patellogastropoda
- Họ Lottiidae
  - Lottia alveus
- Họ Nacellidae
  - Collisella edmitchelli

##### Sorbeoconcha
- Họ Pleuroceridae
  - Boulder snail (Athearnia crassa)
  - Short-spired elimia (Elimia brevis)
  - Closed elimia (Elimia clausa)
  - Elimia fusiformis
  - Elimia gibbera
  - High-spired elimia (Elimia hartmaniana)
  - Constricted elimia (Elimia impressa)
  - Hearty elimia (Elimia jonesi)
  - Elimia lachryma
  - Ribbed elimia (Elimia laeta)
  - Elimia macglameriana
  - Rough-lined elimia (Elimia pilsbryi)
  - Pupa elimia (Elimia pupaeformis)
  - Pygmy elimia (Elimia pygmaea)
  - Cobble elimia (Elimia vanuxemiana)
  - Puzzle elimia (Elimia varians)
  - Excised slitshell (Gyrotoma excisa)
  - Striate slitshell (Gyrotoma lewisii)
  - Pagoda slitshell (Gyrotoma pagoda)
  - Ribbed slitshell (Gyrotoma pumila)
  - Pyramid slitshell (Gyrotoma pyramidata)
  - Round slitshell (Gyrotoma walkeri)
  - Agate rocksnail (Leptoxis clipeata)
  - Oblong rocksnail (Leptoxis compacta)
  - Interrupted rocksnail (Leptoxis foremanii)
  - Maiden rocksnail (Leptoxis formosa)
  - Rotund rocksnail (Leptoxis ligata)
  - Lyrate rocksnail (Leptoxis lirata)
  - Bigmouth rocksnail (Leptoxis occultata)
  - Coosa rocksnail (Leptoxis showalterii)
  - Leptoxis torrefacta
  - Striped rocksnail (Leptoxis vittata)

##### Stylommatophora
- Họ Achatinellidae
  - Achatinella abbreviata
  - Achatinella apexfulva vittata
  - Achatinella buddii
  - Achatinella bulimoides rosea
  - Achatinella caesia
  - Achatinella casta
  - Achatinella decora
  - Achatinella dimorpha
  - Achatinella elegans
  - Achatinella juddii
  - Achatinella juncea
  - Achatinella lehuiensis
  - Achatinella livida
  - Achatinella papyracea
  - Achatinella spaldingi
  - Achatinella thaanumi
  - Achatinella valida
  - Auriculella expansa
  - Auriculella uniplicata
  - Lamellidea monodonta
  - Lamellidea nakadai
  - Newcombia philippiana
  - Partulina crassa
  - Partulina montagui
  - Perdicella fulgurans
  - Perdicella maniensis
  - Perdicella zebra
  - Perdicella zebrina
  - Tornelasmias capricorni
- Họ Amastridae
  - Amastra albolabris
  - Amastra cornea
  - Amastra crassilabrum
  - Amastra elongata
  - Amastra forbesi
  - Amastra pellucida
  - Amastra porcus
  - Amastra reticulata
  - Amastra subrostrata
  - Amastra subsoror
  - Amastra tenuispira
  - Amastra umbilicata
  - Carelia anceophila
  - Carelia bicolor
  - Carelia cochlea
  - Carelia cumingiana
  - Carelia dolei
  - Carelia evelynae
  - Carelia glossema
  - Carelia hyattiana
  - Carelia kalalauensis
  - Carelia knudseni
  - Carelia lirata
  - Carelia lymani
  - Carelia mirabilis
  - Carelia necra
  - Carelia olivacea
  - Carelia paradoxa
  - Carelia periscelis
  - Carelia pilsbryi
  - Carelia sinclairi
  - Carelia tenebrosa
  - Carelia turricula
- Họ Ariophantidae
  - Vitrinula chaunax
  - Vitrinula chichijimana
  - Vitrinula hahajimana
- Họ Camaenidae
  - Periodontal desidens
- Họ Cerastidae
  - Pachnodus curiosus
  - Pachnodus ladiguensis
  - Pachnodus velutinus
  - Rhachis comorensis
  - Rhachis sanguineus
  - Aldabra banded snail (Rhachistia aldabrae)
- Họ Charopidae
  - Helenoconcha leptalea
  - Helenoconcha minutissima
  - Helenoconcha polyodon
  - Helenoconcha pseustes
  - Helenoconcha sexdentata
  - Helenodiscus bilamellata
  - Helenodiscus vernoni
  - Libera subcavernula
  - Libera tumuloides
  - Mautodontha acuticosta
  - Mautodontha consimilis
  - Mautodontha consobrina
  - Mautodontha maupiensis
  - Mautodontha parvidens
  - Mautodontha punctiperforata
  - Mautodontha saintjohni
  - Mautodontha subtilis
  - Mautodontha unilamellata
  - Mautodontha zebrina
  - Sinployea canalis
  - Sinployea decorticata
  - Sinployea harveyensis
  - Sinployea otareae
  - Sinployea planospira
  - Sinployea proxima
  - Sinployea rudis
  - Sinployea tenuicostata
  - Sinployea youngi
  - Taipidon anceyana
  - Taipidon marquesana
  - Taipidon octolamellata
- Họ Endodontidae
  - Hirasea planulata
  - Pseudohelenoconcha spurca
  - Thaumatodon multilamellata
- Họ Euconulidae
  - Caldwellia philyrina
  - Colparion madgei
  - Ctenoglypta newtoni
  - Dupontia proletaria
  - Pachystyla rufozonata
- Họ Helicarionidae
  - Advena campbelli
  - Mount Matafao different snail (Diastole matafaoi)
  - Erepta nevilli
  - Harmogenanina linophora
  - Harmogenanina subdetecta
  - Nancibella quintalia
  - Panulena perrugosa
  - Quintalia flosculus
  - Quintalia stoddartii
- Họ Helicidae
  - Pseudocampylaea loweii
- Họ Hygromiidae
  - Trochoidea picardi
- Họ Lauriidae
  - Leiostyla lamellosa
- Họ Oleacinidae
  - Oleacina guadeloupensis
- Họ Orthalicidae
  - Leucocharis loyaltiensis
  - Leucocharis porphyrocheila
  - Lord Howe flax snail (Placostylus bivaricosus etheridgei)
  - Placostylus cuniculinsulae
  - Tomigerus gibberulus
  - Tomigerus turbinatus
- Họ Partulidae
  - Partula approximata
  - Partula arguta
  - Partula atilis
  - Partula attenuata
  - Partula aurantia
  - Partula auriculata
  - Partula bilineata
  - Partula callifera
  - Partula candida
  - Partula castanea
  - Partula cedista
  - Partula citrina
  - Partula compacta
  - Partula crassilabris
  - Partula cuneata
  - Partula cytherea
  - Partula dolichostoma
  - Partula dolorosa
  - Partula eremita
  - Partula exigua
  - Partula faba
  - Partula filosa
  - Partula formosa
  - Partula fusca
  - Partula garretti
  - Partula imperforata
  - Partula jackieburchi
  - Partula labrusca
  - Partula leptochila
  - Partula levilineata
  - Partula levistriata
  - Partula lugubris
  - Partula lutea
  - Partula microstoma
  - Partula navigatoria
  - Partula ovalis
  - Partula planilabrum
  - Partula producta
  - Partula protea
  - Partula protracta
  - Partula radiata
  - Partula raiatensis
  - Partula remota
  - Partula robusta
  - Partula rustica
  - Partula sagitta
  - Mount Alifana partula (Partula salifana)
  - Partula salifera
  - Partula suturalis suturalis
  - Partula taeniata taeniata
  - Partula thalia
  - Partula turgida
  - Partula umbilicata
  - Partula variabilis
  - Partula vittata
  - Samoana inflata
  - Samoana jackieburchi
- Họ Pupillidae
  - Lyropupa perlonga
  - Nesopupa turtoni
  - Pupilla obliquicosta
- Họ Streptaxidae
  - Gibbus lyonetianus
  - Gonidomus newtoni
  - Gonospira nevilli
  - Gulella mayottensis
- Họ Strophocheilidae
  - Megalobulimus cardosoi
- Họ Subulinidae
  - Chilonopsis blofeldi
  - Chilonopsis exulatus
  - Chilonopsis helena
  - Chilonopsis melanoides
  - Chilonopsis nonpareil
  - Chilonopsis subplicatus
  - Chilonopsis subtruncatus
  - Chilonopsis turtoni
- Họ Vertiginidae
  - Campolaemus perexilis
  - Gastrocopta chichijimana
  - Gastrocopta ogasawarana

## Giới Thực vật

### NgànhBryophyta

#### LớpBryopsida

##### BộBryales
- Họ Brachytheciaceae
  - Flabellidium spinosum
- Họ Neckeraceae
  - Neomacounia nitida

### NgànhPolypodiophyta

#### LớpPolypodiopsida

##### BộPolypodiales
- Họ Pteridaceae
  - Adiantum lianxianense
  - Dryopteris ascensionis

### NgànhRhodophyta

#### LớpFlorideophyceae

##### BộCeramiales
- Họ Delesseriaceae
  - Vanvoorstia bennettiana

### NgànhTracheophyta

#### LớpLiliopsida

##### BộCyperales
- Họ Cyperaceae
  - Cyperus rockii
- Họ Gramineae
  - Cenchrus agrimonioides var. laysanensis
  - Sporobolus durus

#### LớpMagnoliopsida

##### BộApiales
- Họ Umbelliferae
  - Sanicula kauaiensis

##### BộAsterales
- Họ Compositae
  - Argyroxiphium virescens
  - Commidendrum gummiferum
  - Commidendrum robustum ssp. gummiferum
  - Delilia inelegans
  - Fitchia mangarevensis
  - Pluchea glutinosa
  - Psiadia schweinfurthii

##### BộCampanulales
- Họ Campanulaceae
  - Clermontia multiflora
  - Cyanea arborea
  - Cyanea comata
  - Cyanea copelandii ssp. copelandii
  - Cyanea cylindrocalyx
  - Cyanea dolichopoda
  - Cyanea eleeleensis
  - Cyanea giffardii
  - Cyanea linearifolia
  - Cyanea marksii
  - Cyanea mauiensis
  - Cyanea minutiflora
  - Cyanea parvifolia
  - Cyanea pohaku
  - Cyanea pycnocarpa
  - Cyanea quercifolia
  - Cyanea sessilifolia
  - Cyanea superba ssp. regina
  - Delissea niihauensis
  - Delissea subcordata
  - Delissea undulata ssp. kauaiensis
  - Delissea undulata ssp. niihauensis

##### BộCaryophyllales
- Họ Amaranthaceae
  - Achyranthes atollensis
  - Blutaparon rigidum
- Họ Caryophyllaceae
  - Schiedea amplexicaulis

##### BộCelastrales
- Họ Aquifoliaceae
  - Ilex gardneriana
  - Ilex ternatiflora

##### BộDipsacales
- Họ Valerianaceae
  - Valerianella affinis

##### BộEbenales
- Họ Sapotaceae
  - Chrysophyllum januariense
  - Madhuca insignis
  - Pouteria stenophylla
  - Pradosia argentea
  - Pradosia glaziovii
  - Pradosia mutisii

##### BộEuphorbiales
- Họ Euphorbiaceae
  - Acalypha rubrinervis
  - Acalypha wilderi
  - Chamaesyce celastroides var. tomentella
  - Chamaesyce remyi var. hanaleiensis
  - Cnidoscolus fragrans

##### BộFabales
- Họ Leguminosae
  - Astragalus nitidiflorus
  - Crudia zeylanica
  - Cynometra beddomei
  - Erythrina schliebenii
  - Ormosia howii
  - Streblorrhiza speciosa

##### BộGentianales
- Họ Apocynaceae
  - Neisosperma brownii
  - Ochrosia nukuhivensis
  - Ochrosia tahitensis

##### BộLamiales
- Họ Boraginaceae
  - Heliotropium pannifolium

##### BộLaurales
- Họ Hernandiaceae
  - Hernandia drakeana

##### BộMalvales
- Họ Malvaceae
  - Hibiscadelphus bombycinus
  - Hibiscadelphus crucibracteatus
  - Hibiscadelphus wilderianus
  - Kokia lanceolata
- Họ Sterculiaceae
  - Byttneria ivorensis
  - Sterculia khasiana
  - Trochetiopsis melanoxylon

##### BộMyrtales
- Họ Myrtaceae
  - Campomanesia lundiana
  - Gomidesia cambessedeana
  - Myrcia skeldingii
  - Psidium dumetorum
  - Xanthostemon sebertii
- Họ Thymelaeaceae
  - Wikstroemia hanalei
  - Wikstroemia skottsbergiana
  - Wikstroemia villosa

##### BộProteales
- Họ Proteaceae
  - Stenocarpus dumbeensis

##### BộRhamnales
- Họ Rhamnaceae
  - Nesiota elliptica

##### BộRosales
- Họ Chrysobalanaceae
  - Licania caldasiana
- Họ Cunoniaceae
  - Weinmannia spiraeoides
- Họ Rosaceae
  - Acaena exigua

##### BộGentianales
- Họ Rubiaceae
  - Coffea lemblinii
  - Corynanthe brachythyrsus (syn. Pausinystalia brachythyrsum)
  - Guettarda retusa
  - Oldenlandia adscensionis
  - Wendlandia angustifolia

##### BộSantalales
- Họ Santalaceae
  - Santalum fernandezianum

##### BộSapindales
- Họ Rutaceae
  - Galipea ossana
  - Melicope cruciata
  - Melicope haleakalae
  - Melicope macropus
  - Melicope nealae
  - Melicope obovata
  - Pelea obovata
- Họ Sapindaceae
  - Cupaniopsis crassivalvis
  - Otophora unilocularis

##### BộScrophulariales
- Họ Gesneriaceae
  - Cyrtandra olona

##### BộTheales
- Họ Dipterocarpaceae
  - Dipterocarpus cinereus
  - Hopea shingkeng

##### BộViolales
- Họ Begoniaceae
  - Begonia eiromischa
- Họ Flacourtiaceae
  - Casearia quinduensis
  - Casearia tinifolia
  - Ryania speciosa var. mutisii